# Lextorps församling
Lextorps församling var en församling i Väne kontrakt i Skara stift. Församlingen låg i Trollhättans kommun i Västra Götalands län och ingick i Trollhättans pastorat. Församlingen uppgick 2022 i Trollhättans församling.
Församlingen omfattade de sydligaste delarna av tätorten Trollhättan: Stadsdelarna Kronogården, Lextorp och Sylte, samt delar av stadsdelarna Karlstorp och Skoftebyn.

## Administrativ historik
Församlingen bildades 1989 genom en utbrytning ur Trollhättans församling. Församlingen utgjorde till 2010 ett eget pastorat för att därefter vara annexförsamling i pastoratet Trollhättan, Götalunden och Lexorp. Församlingen återuppgick 2022 i Trollhättans församling.

## Kyrkobyggnader
- Lextorpskyrkan

### Fotnoter
1. ↑  Nationell Arkivdatabas Referenskod: SE/158109000, läst: 13 augusti 2018.[källa från Wikidata]
2. ↑  Stift, kontrakt och pastorat i nummerordning med ingående församlingar 2020-01-01, SCB, läs online.[källa från Wikidata]
3. 1 2  Medlemmar i Svenska kyrkan i förhållande till folkmängd den 31.12.2019 per församling, kommun och län samt riket, Svenska kyrkan, läs online.[källa från Wikidata]
4. ↑  ”Förteckning (Sveriges församlingar genom tiderna)”. Skatteverket. 1989. http://www.skatteverket.se/privat/folkbokforing/omfolkbokforing/folkbokforingigaridag/sverigesforsamlingargenomtiderna/forteckning.4.18e1b10334ebe8bc80003999.html. Läst 17 december 2013.
5. ↑  ”Församlingar”. Statistiska centralbyrån. https://www.scb.se/hitta-statistik/regional-statistik-och-kartor/regionala-indelningar/forsamlingar/. Läst 30 december 2022.